# Synthesis (Evanescence)
Synthesis è il primo album di remix del gruppo musicale statunitense Evanescence, pubblicato il 10 novembre 2017 dalla Sony Music.

## Descrizione
L'album contiene rivisitazioni di diverse canzoni del gruppo, realizzate con l'avallo di un'intera orchestra ed elementi elettronici, con la collaborazione di David Campbell, compositore canadese che ha arrangiato anche i precedenti dischi del gruppo. Nell'album sono presenti anche due inediti: Imperfection e Hi-Lo.
L'uscita del disco fu anticipata, il 18 agosto 2017, dalla pubblicazione come singolo promozionale di una versione orchestrale di Bring Me to Life. Il 15 settembre dello stesso anno fu messo online il primo estratto inedito, Imperfection, il cui testo tratta il tema della depressione e del suicidio. Il brano Lacrymosa venne pubblicato sulle piattaforme digitali il 27 ottobre 2017 come singolo promozionale, mentre l'8 giugno 2018 fu pubblicato Hi-Lo, secondo singolo ufficiale estratto dall'album.

## Tournée
A sostegno dell'album, gli Evanescence intrapresero il Synthesis Tour, con la prima tappa tenutasi il 14 ottobre 2017 a Las Vegas. Questa fu la prima volta che la band si esibì dal vivo con un'intera orchestra. In ogni tappa del tour, furono eseguite dal vivo tutte le canzoni dell'album più una selezione di tracce orchestrali, suonate dalla sola orchestra all'inizio di ogni concerto. Il tour incluse inizialmente 29 date in diverse città del Nord America, 4 in Oceania e 18 in Europa, per un totale di 51 concerti.
In seguito, il 6 marzo 2018, gli Evanescence e Lindsey Stirling annunciarono che sarebbero stati insieme in tournée durante l'estate del 2018, tenendo 31 nuovi concerti nel Nord America. Questa seconda parte del tour si concluse l'8 settembre 2018 a Ridgefield (Washington).

## Accoglienza
| Recensione             | Giudizio |
| ---------------------- | -------- |
| AllMusic               |          |
| Belfast Telegraph      | 7/10     |
| Classic Rock           |          |
| Kerrang!               |          |
| Metal Hammer           |          |
| Renowned for Sound     |          |
| Rolling Stone          |          |
| The Arts Desk          |          |
| The Music              |          |
| The New Zealand Herald |          |

Synthesis ha ricevuto recensioni generalmente positive da parte dei critici musicali. Su Metacritic, che assegna un voto raccogliendo le recensioni delle principali testate giornalistiche, l'album ha un punteggio medio di 69/100, basato su 4 recensioni. Loudwire ha definito «eccezionale» la performance della Lee nel disco, mentre Rolling Stone ha attribuito a Synthesis 3,5 stelle su 5, affermando che l'album «amplifica la vera Amy Lee, il modo in cui lei è sempre stata pensata per essere ascoltata». Metal Hammer invece ha assegnato all'album 4 stelle su 5, sostenendo che, dopo solo tre album in studio, rivisitare le canzoni più amate è una «mossa ambiziosa e inaspettata».

## Tracce
Crediti adattati ai dati riportati nel sito della ISWC.
1. Overture – 0:57 (Amy Lee)
2. Never Go Back – 4:50 (Amy Lee, Terry Balsamo, Tim McCord, Will Hunt)
3. Hi-Lo (featuring Lindsey Stirling) – 5:07 (Amy Lee, Will B. Hunt)
4. My Heart Is Broken – 4:34 (Amy Lee, Terry Balsamo, Tim McCord, Zach Williams)
5. Lacrymosa – 3:42 (Amy Lee, Terry Balsamo)
6. The End of the Dream – 4:54 (Amy Lee, Terry Balsamo, Tim McCord, Will Hunt, Will B. Hunt)
7. Bring Me to Life – 4:18 (Amy Lee, Ben Moody, David Hodges)
8. Unraveling (Interlude) – 1:40 (Amy Lee)
9. Imaginary – 4:03 (Amy Lee, Ben Moody, David Hodges)
10. Secret Door – 3:48 (Amy Lee, Will B. Hunt)
11. Lithium – 4:05 (Amy Lee)
12. Lost in Paradise – 4:43 (Amy Lee)
13. Your Star – 4:38 (Amy Lee, Terry Balsamo)
14. My Immortal – 4:25 (Amy Lee, Ben Moody, David Hodges)
15. The In-Between (Piano Solo) – 2:11 (Amy Lee)
16. Imperfection – 4:22 (Amy Lee, Jennifer Indrasen, Tim McCord, Troy McLawhorn, Will Hunt, Will B. Hunt)

## Formazione
Crediti tratti dal libretto dell'album.
Gruppo
- Amy Lee – voce, pianoforte
- Tim McCord – basso, sintetizzatore
- Will Hunt – batteria
- Troy McLawhorn – chitarra solista
- Jen Majura – chitarra ritmica, theremin

Altri musicisti
- David Campbell – direzione orchestra
- Will B. Hunt – programmazione, sintetizzatore
- Lindsey Stirling – violino (traccia 3)

Produzione
- Amy Lee – produzione
- Will B. Hunt – ingegneria del suono, produzione
- Ethan Mates – ingegneria del suono (traccia 3)
- Damian Taylor – missaggio
- Emily Lazar – mastering
- P. R. Brown – artwork, design, fotografia

## Successo commerciale
L'album debuttò all'ottavo posto della Billboard 200, vendendo nella prima settimana più di 30 000 copie. Questo fece di Synthesis il quarto album della band ad esordire nella Top 10 statunitense, dopo Fallen nel 2003, The Open Door nel 2006 e Evanescence nel 2011. L'album raggiunse inoltre la vetta delle classifiche Independent Albums, Top Rock Albums, Alternative Albums e Classical Albums.
Nel Regno Unito l'album debuttò al ventitreesimo posto della Official Albums Chart con più di 6 600 unità vendute.
In Australia Synthesis debuttò al sesto posto della ARIA Albums Chart, vendendo oltre 3 600 copie e diventando così il quarto album della band ad esordire nella Top 10.
In Giappone l'album debuttò al trentaseiesimo posto della Oricon Albums Chart con più di 1 600 copie vendute.

## Classifiche

### Classifiche settimanali
| Classifica (2017)         | Posizione massima |
| ------------------------- | ----------------- |
| Australia                 | 6                 |
| Austria                   | 11                |
| Belgio (Fiandre)          | 21                |
| Belgio (Vallonia)         | 31                |
| Canada                    | 16                |
| Francia                   | 58                |
| Germania                  | 5                 |
| Giappone                  | 36                |
| Grecia                    | 11                |
| Irlanda                   | 60                |
| Italia                    | 25                |
| Nuova Zelanda             | 20                |
| Paesi Bassi               | 23                |
| Polonia                   | 41                |
| Portogallo                | 25                |
| Regno Unito               | 23                |
| Repubblica Ceca           | 49                |
| Spagna                    | 20                |
| Stati Uniti               | 8                 |
| Stati Uniti (alternative) | 1                 |
| Stati Uniti (classical)   | 1                 |
| Stati Uniti (rock)        | 1                 |
| Stati Uniti (tastemaker)  | 8                 |
| Svizzera                  | 9                 |

### Classifiche di fine anno
| Classifica (2018)         | Posizione |
| ------------------------- | --------- |
| Stati Uniti (alternative) | 48        |
| Stati Uniti (classical)   | 4         |
| Stati Uniti (rock)        | 100       |
| Classifica (2019)         | Posizione |
| Stati Uniti (classical)   | 23        |

## Date di pubblicazione
| Paese    | Data             | Formato               |
| -------- | ---------------- | --------------------- |
| Giappone | 8 novembre 2017  | CD, download digitale |
| Mondo    | 10 novembre 2017 | CD, download digitale |